# Carrer del Doctor Corbera (Alella)
El Carrer del Doctor Corbera és una via pública d'Alella (Maresme) protegida com a Bé Cultural d'Interès Local.

## Descripció
Carrer d'entre 3,96 m i 4,25 m d'amplada amb cases de cós a banda i banda, amb patis al darrere a l'interior de les illes. És el més curt dels tres carrers paral·lels de la zona de l'eixample. Són edificacions de planta baixa i pis, en alguns casos de planta baixa i dos pisos, i algun pati al costat sud. La parcel·lació és més regular al costat nord que no pas al sud. Hi predomina la crugia estreta d'aproximadament cinc metres, encara que trobem diferents parcel·lacions amb crugies més grans sobretot al costat sud. Les façanes d'ambdós costats mantenen criteris unitaris de composició: les façanes planes, obertures petites de proporcions verticals, eixos verticals de composició, i acabades estucades o pintades sobre arrebossat. Existeixen, però, construccions que no respecten aquests paràmetres bàsics, amb terrasses incorporades a les façanes, balcons correguts, desordre compositiu, obertures desproporcionades i materials adients. El paviment del vial, recentment renovat, té un tractament unitari amb llambordins i recollida d'aigües asimètrica amb embornals puntuals propers al costat sud, eliminant així la disposició anterior amb la clàssica secció amb calçada i petites voreres als costats. La il·luminació es realitza mitjançant lluminàries clàssiques a un sol costat, adossades a les façanes del costat nord del carrer. La composició originària de la parcel·la era la d'habitatge al nord i l'hort al sud, separades pel vial. Primer creixement del nucli urbà el segle xi, a la confluència entre la Riera Coma Clara i el Torrent Vallbona, al nord del nucli antic d'Alella.